# NGC 7495
NGC 7495 (również PGC 70566 lub UGC 12391) – galaktyka spiralna (Sc), znajdująca się w gwiazdozbiorze Pegaza. Odkrył ją Lewis A. Swift 31 października 1885 roku.
W galaktyce tej zaobserwowano supernową SN 1973N.